# Ntfombi
Ntfombi, a rainha-mãe (nascida Ntfombi Tfwala, 1950) é a atual Ndlovukati e Chefe de Estado conjunta de Essuatíni, juntamente com seu filho, o rei Mswati III, servindo desde 1986. Ela também foi regente de Essuatíni de 1983 a 1986 .

## Início de vida e casamento
Ntfombi nasceu em 1950. Ela se casou com o rei Sobhuza II da Suazilândia, com quem teve um filho, o príncipe Makhosetive Dlamini. Em 1982, o rei Sobhuza designou outra de suas esposas, a rainha Dzeliwe, como a Indlovukati para reinar como soberana conjunta com seu futuro sucessor. Em vez de reconhecer um de seus filhos como seu herdeiro, ele permitiu que o Liqoqo indicasse, tendo escolhido Makhosetive Dlamini para a sucessão no trono. Em junho de 1982 ele também estendeu a autoridade do Liqoqo, autorizando-o a atuar como um "Conselho Supremo de Estado", livre para nomear uma "Pessoa Autorizada" para exercer a prerrogativa real se um regente fosse considerado incapaz de fazê-lo adequadamente.[carece de fontes?]

## Regência da Rainha Dzeliwe
No período de vazio de poder que resultou da morte de Sobhuza II, Indlovukati Dzeliwe tornou-se rainha regente durante a minoridade do herdeiro designado para o trono, mas o Loqoqo, consistindo principalmente dos parentes mais antigos do rei Sobhuza, chefes e conselheiros, usurpou sua autoridade e demitiu o primeiro-ministro de Sobhuza, o príncipe Mabandla Dlamini, que os membros do Liqoqo aparentemente temiam. Uma vez que o príncipe Makhosetive Dlamini atingisse sua maioridade e oficialmente se tornasse rei, sua mãe seria então designada como a nova Indlovukati. Após um período de 9 dias durante o qual Essuatíni foi governado pelo príncipe Sozisa Dlamini, Ntfombi foi selecionada como rainha regente.

## Indlovukazi
Em 1986, quando completou 18 anos, Makhosetive foi coroado rei Mswati III. Ao se tornar rei, como era o costume, ele declarou que sua mãe era a Indlovukazi (um título que correspondia aproximadamente à rainha-mãe, traduzida literalmente como Grande Elefante) e, como tal, Chefe de Estado Conjunto. Como rainha-mãe, Ntfombi é vista como a chefe de estado espiritual e nacional, enquanto seu filho é considerado o chefe de estado administrativo.
A imagem da rainha-mãe Ntfombi foi amplamente divulgada no Ocidente desde sua inclusão na série de retratos de Andy Warhol durante seu exercício de regência para seu filho, como uma das quatro rainhas reinantes, junto com a rainha Beatrix da Holanda, Margrethe II da Dinamarca e Elizabeth II do Reino Unido.

## Títulos
- 1950-casamento : Senhorita Ntfombi Tfwala.
- casamento-1983 : Sua Alteza Real Ntfombi, A Inkhosikati (Rainha) LaTfwala da Suazilândia.
- 1983-1986 : Sua Majestade a Rainha Ntfombi, A Indlovukazi (Rainha Regente) da Suazilândia.
- 1986-2018 : Sua Majestade a Rainha Ntfombi, A Ndlovukati (Rainha-mãe) da Suazilândia.
- 2018-presente : Sua Majestade a Rainha Ntfombi, A Ndlovukati (Rainha-mãe) da Suazilândia.